# Emil Plage

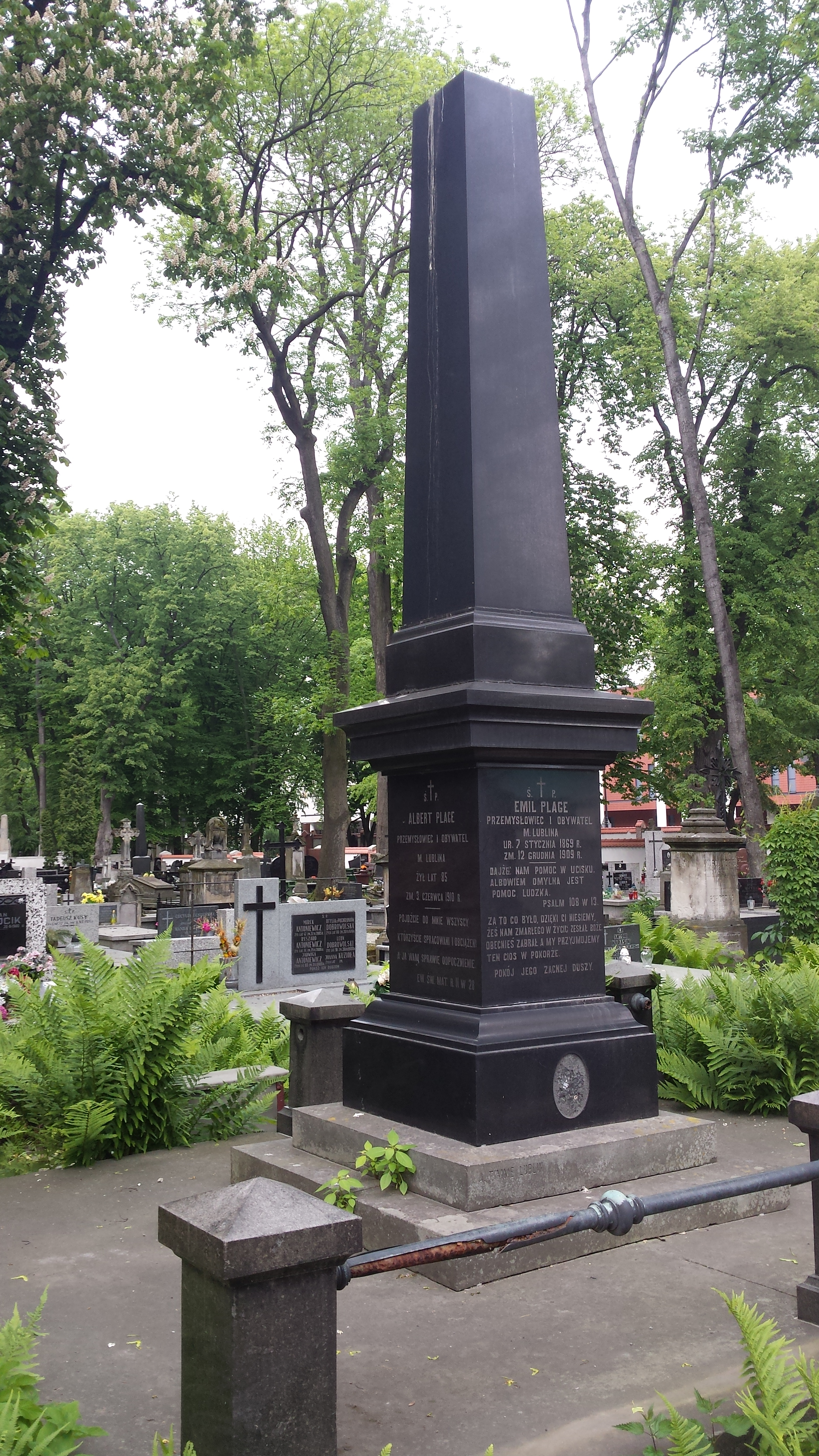
Grób Emila Plagego na cmentarzu przy Lipowej

Emil Plage (ur. 17 stycznia 1869 w Lublinie, zm. 12 grudnia 1909 tamże) – mechanik, przemysłowiec i współwłaściciel „Zakładów Mechanicznych E. Plage i T. Laśkiewicz” w Lublinie.

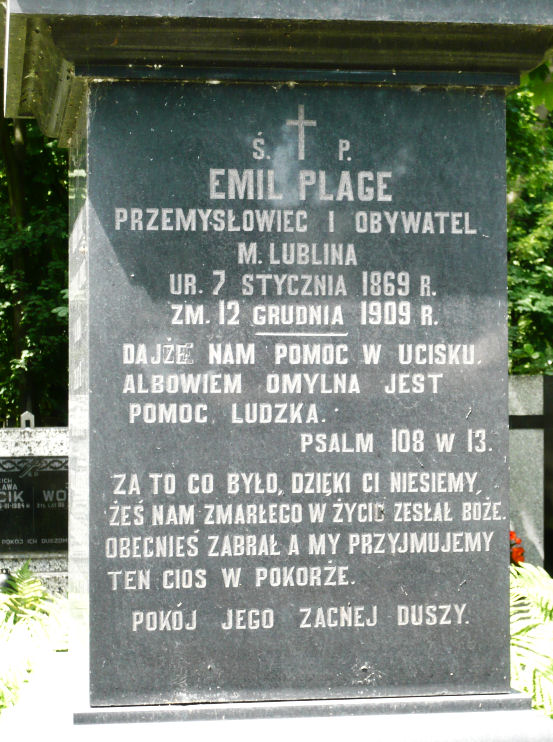
Płyta nagrobna Emila Plage z Cmentarza Ewangelickiego w Lublinie

Syn Alberta i Anny Justyny (z domu Gede) posiadających od roku 1860 warsztat kotlarski przy ul. Bernardyńskiej produkujący aparaturę do gorzelni. W ciągu ponad trzydziestu lat działalności mały zakład przekształcony został w fabrykę, którą w 1897 roku odkupił od ojca niespełna trzydziestoletni Emil. W dwa lata po przejęciu fabryki i dalszej jej rozbudowy w roku 1899 Emil przeniósł fabrykę do nowo wybudowanego obiektu na działce położonej poza ówczesnymi granicami miasta, a odkupionej od majątku Bronowice. Nowa fabryka była jak na ówczesne warunki nowoczesna, posiadała zakład mechaniczny oraz dwie kotlarnie: miedzianą i żelazną. Fabryka posiadała maszynę parową o mocy 16 KM.
Do prowadzenia zmodernizowanego zakładu na przedmieściach Lublina w dniu 2 stycznia 1899 roku Emil Plage zawiązał spółkę z inżynierem Teofilem Laśkiewiczem. Spółka została zawiązana na okres 10 lat pod firmą „Zakładów Mechanicznych E. Plage i T. Laśkiewicz” w Lublinie.
W ciągu następnych lat fabrykę rozbudowywano. Rozszerzano asortyment wytwarzanych urządzeń: od kotłów dla gorzelni do rozwiązań dla cukrowni, krochmialni, browarów oraz kuchni polowych. Od 1907 roku zakłady rozpoczęły produkcję na dużą skalę kotłów parowych o niskim i wysokim ciśnieniu oraz konstrukcji żelaznych dla cukrowni i cementowni.
Część produkcji sprzedawana była na terenie Imperium Rosyjskiego poprzez sprzedaż bezpośrednią oraz własne biura w Petersburgu, Kijowie, Rostowie nad Donem, Mińsku, Warszawie i Żytomierzu.
„Zakłady Mechaniczne E. Plage i T. Laśkiewicza” były jednym z większych zakładów na terenie Lublina. W 1899 roku zatrudniały 90 robotników, w 1901 około 150 robotników, a 7 lat później około 300. Za dobrą jakość produktów zakład uzyskał złoty medal na wystawie rolniczo-przemysłowej w Lublinie w 1901 roku.
W 1906 roku Emil Plage założył pierwszy zakład rektyfikacji spirytusu w Lublinie pod nazwą Rektyfikacja Lubelska. W 1908 r. zastosował w niej nowy sposób wyrobu spirytusu – produkcję z melasy. Jednak wywar z melasy był bardzo niebezpiecznym produktem ubocznym dla środowiska, stąd też w 1913 wybudowano stację do jego zagęszczania i specjalny piec. Wytwarzany ze spalania melasy węgiel okazał się opłacalnym wyrobem przemysłowym. W 1948 roku zakład ten został upaństwowiony i funkcjonuje jako Polmos Lublin.
Emil Plage zmarł nagle 12 grudnia 1909 roku w wieku 41 lat. Został pochowany na cmentarzu ewangelickim w Lublinie (kwatera 1-2-4). Ponieważ był kawalerem, jego majątek przeszedł na rodziców, cztery siostry oraz brata Edwarda. Przedsiębiorstwo dalej prowadził T. Laśkiewicz. Po śmierci rodziców Emila Plage cały udział w przedsiębiorstwie przeszedł na siostry i brata, którzy odsprzedali go w 1911 roku K. Arkuszewskiemu (90%) oraz T. Laśkiewiczowi (10%), którzy zawarli spółkę do dalszego prowadzenia fabryki pod dawnym szyldem.
Plage wspomagał także Lubelskie Towarzystwo Dobroczynności oraz Polską Szkołę Handlową. Po jego śmierci jego siostra Justyna Plage przekazała 3000 rb. na fundusz stypendialny dla ubogich uczniów Niższej Szkoły Handlowej w Lublinie.